# 俄勒岡州第三國會選區
俄勒岡州第三國會選區（英語：Oregon's 3rd congressional district）是美国俄勒冈州一個聯邦眾議員選區，包括姆爾特諾默縣大部 （威拉米特河以東）和克拉克默斯縣北部。波特蘭的東部和西北部屬於本選區。目前該區的眾議員為民主黨籍的埃爾·布盧姆諾爾。